# Парецкий, Александр Александрович
Александр Александрович Парецкий (укр. Олександр Олександрович Парецький; род. 2 июня 1985, Макеевка, Донецкая область) — российский менеджер в сфере культуры и искусств, управленец, государственный деятель самопровозглашённой Донецкой Народной Республики, певец, генеральный директор — художественный руководитель Донецкой государственной академической филармонии (с 2015 года), депутат Народного Совета Донецкой Народной Республики РФ I созыва (с 2023 года), министр культуры Донецкой Народной Республики (2014—2015), заслуженный деятель искусств Донецкой Народной Республики.

## Биография
В 2006 году с отличием окончил отделение сольного пения Донецкого музыкального училища.
С 2008 года — артист Донецкой филармонии.
В 2011 году с отличием окончил Донецкую государственную музыкальную академию им. С. С. Прокофьева.
В 2014 году окончил ассистентуру-стажировку в Донецкой государственной музыкальной академии им. С. С. Прокофьева (класс народной артистки Украины А. Н. Коробко-Захаровой.
8 декабря 2014 года указом главы самопровозглашённой ДНР был назначен исполняющим обязанности министра культуры ДНР, а 27 июня 2015 года — министром культуры ДНР. Был одним из самых молодых министров в Совете министров ДНР.
В ноябре 2015 года назначен на должность генерального директора Донецкой государственной академической филармонии.
В 2017 году с отличием окончил Донецкий государственный университет управления.
В 2023 году стал финалистом конкурса управленцев «Лидеры России», проводимого Президентской платформой «Россия — страна возможностей». В сентябре 2023 года по списку партии «Единая Россия» избран депутатом Народного Совета Донецкой Народной Республики. Является секретарём Комитета по информационной политике и информационным технологиям Народного Совета Донецкой Народной Республики.
Женат. Супруга — Анна.

## Творчество
Исполняет академическую и популярную музыку. Является автором проекта «Негаснущие звёзды», представляющего собой цикл концертов, посвященных выдающимся деятелям культуры. В его рамках были представлены программы о М. Магомаеве, В. Высоцком, Е. Мартынове, А. Вертинском, Л. Зыкиной, И. Кобзоне, А. Пахмутовой, А. Герман, Я. Френкеле, А. Бабаджаняне, М. Бернесе, Ю. Никулине.
По приглашению Парецкого с 2015 года в ДНР с концертами регулярно выступает пианистка Валентина Лисица (на конец 2024 года состоялось не менее 8 визитов). Под его руководством Донецкая филармония в условиях войны на Донбассе не сократила, а активизировала деятельность.
По инициативе Парецкого в Донецкой филармонии реализованы проекты с симфоническим оркестром и оркестром духовых инструментов, привлекшие в зал филармонии молодежь и возродившие к деятельности организации интерес у публики.
В 2021 году выступил автором идеи и режиссёром Большого юбилейного концерта «Филармонии — 90!» на сцене Донбасс Оперы, в котором впервые за всю историю учреждения были показаны все коллективы. Инициировал проведение бесплатных концертов оркестра Донецкой филармонии под открытым небом у фонтана напротив входа в филармонию (площадь Ленина). В 2023 году стал автором и руководителем творческого проекта #ОРКЕСТРНЕПОКОРЁННЫХ.
Является судьёй телевизионного проекта «Звезда Республики» на телеканале «Юнион».

## Награды
- Нагрудный знак «Знак Почёта» III-й степени Администрации г. Донецка (2017);
- Знак отличия «За заслуги перед Республикой» (2019)[23];
- Победитель конкурса «Трудовая доблесть Донецка» в номинации «Творчество и вдохновение» (2019);
- Почётный знак Федерации Профсоюзов Донецкой Народной Республики (2021)[24];
- Благодарность Главы Донецкой Народной Республики (2021)[25];
- Нагрудный знак Министерства культуры Донецкой Народной Республики «За вклад в развитие культуры» (2021);
- Национальная премия «Имперская культура» имени Эдуарда Володина по разряду «События. Подвиги. Люди» за верность долгу и служение искусству и Отечеству (2022—2023)[26];
- Почётное звание «Заслуженный деятель искусств Донецкой Народной Республики»[3].